# Sycon setosum
Sycon setosum är en svampdjursart som beskrevs av Schmidt 1862. Sycon setosum ingår i släktet Sycon och familjen Sycettidae. Inga underarter finns listade i Catalogue of Life.